# Castelnuovo Fogliani
Castelnuovo Fogliani è una frazione del comune italiano di Alseno, in provincia di Piacenza.

## Geografia fisica
Il centro abitato si trova su un piccolo colle di 111 m s.l.m., collocato all'altezza della media valle del torrente Ongina, sul percorso dell'antica via Francigena.

## Storia
Portò dapprima in epoca medievale il nome di Montebello o di Belmonte. Così ne scrive lo Zuccagni-Orlandini: "Non meno di quattro sono i Comunelli che portano il nome di Castelnuovo per distinguerlo dagli altri si vollea questo aggiungere il cognome di uno degli ultimi signori che lo ebbero in feudo, i Terzi cioè ed i Fogliani. Un ridentissimo colle, che si eleva quasi isolato in riva all'Ongina,  portava nel secolo XII il nome di M. Bello o di Belmonte, per l'amenissime prospettive che si godono in quell'alture. I Pelavicino vi costruirono alcuni fabbricati, e li munirono di bastioni e fortilizj. Restarono questi danneggiati dal furore delle fazioni, ma Niccolò Terzi, succeduto nel possesso del feudo, fece ricostruire nel 1377 l'elevata torre, e così venne a cambiarsi il nome di Belmonte in Castelnuovo: questo fortilizio resta tuttora in piedi, nel lato di una vasta piazza. Sorge non lungi un magnifico palazzo con attiguo giardino, che appartenne ai Fogliani succeduti ai Terzi nel 1470."
Il nome di Castelnuovo, quindi, il luogo lo ebbe dopo che il condottiero Niccolò Terzi il Vecchio, conte di Tizzano e Belvedere, fece erigere, nel 1377, con il fratello Giberto I Terzi, Conte di Belvedere, (capostipite del ramo di Sissa, che ricevette conferma, nel 1386, da Gian Galeazzo Visconti, dei privilegi sui feudi di Sissa e Trecasali, già concessi nel 1136 e nel 1329), la possente torre che ancor oggi domina il borgo e il paesaggio. Castelnuovo, con il suo ben munito maniero, divenne la dimora privilegiata della casata parmigiana ed ebbe per questo il nome di Castelnuovo dei Terzi, sostituito da quello dei Fogliani quando cambiò possesso nel 1472.
Data la posizione privilegiata, Castelnuovo fu sempre un punto di riferimento per le famiglie nobili che lo preferirono quale dimora. Il territorio assegnato in feudo in sequenza a casati locali, appartenne nel corso del Medioevo al Ducato di Milano: ai Visconti, da Barnabò fino a Filippo Maria, per passare poi, dopo la morte di quest’ultimo, caduto l’effimero governo della Repubblica Ambrosiana, agli Sforza. Divenne parte quindi del Ducato di Parma e Piacenza e, conseguita l'unità d'Italia, fu annesso alla provincia di Piacenza.
La storia del borgo è intimamente connessa con le vicende delle casate emiliane e parmigiane che si succedettero nel possesso del castello che, posto sulla cima del colle domina il paesaggio circostante, essendo visibile per gran parte della vallata.  Si distinsero tra questi i da Correggio con i Pallavicino, seguiti dai Terzi di Parma. Questi ultimi furono investiti quali conti dei feudi di Tizzano e Belvedere già nel 1247, da Federico II di Svevia. Le investiture feudali su queste terre e castellanie furono successivamente confermato dal duca di Milano Gian Galeazzo Visconti, nel 1386, e l'anno successivo, con proprio diploma siglato a Norimberga, dall'imperatore Venceslao di Lussemburgo a Niccolò Terzi il Vecchio, e ai suoi discendenti Ottobuono e Niccolò de' Terzi, il Guerriero.
Castelnuovo dei Terzi, dopo la sconfitta inflitta nel 1449 da Francesco Sforza, nuovo signore di Milano, all'ultimo conte Niccolò de' Terzi, il Guerriero,  fú assegnata ai Terzi di Sissa, che, poi portarono il titolo di Conti di Sissa, Signori di Belvedere, ecc.,  fino al Dicembre del 1758 con la morte di Don Francesco Terzi, Conte di Sissa, ecc. Passò in seguito ai Dalla Porta e agli Sforza Fogliani, che imprimeranno un'impronta tale da dare il proprio nome alla località. Fu proprio l'ultima erede di questa famiglia, la duchessa Clelia Sforza Fogliani d'Aragona, che nel 1925 donò la proprietà e palazzo-castello alla Chiesa di Roma,  a Papa Pio XI. Questi a sua volta ne fece dono all'Istituto Toniolo di studi superiori, che ha fatto del luogo un Centro culturale, notevole per i convegni e seminari di natura religiosa che qui vengono organizzati.

## Monumenti e luoghi d'interesse

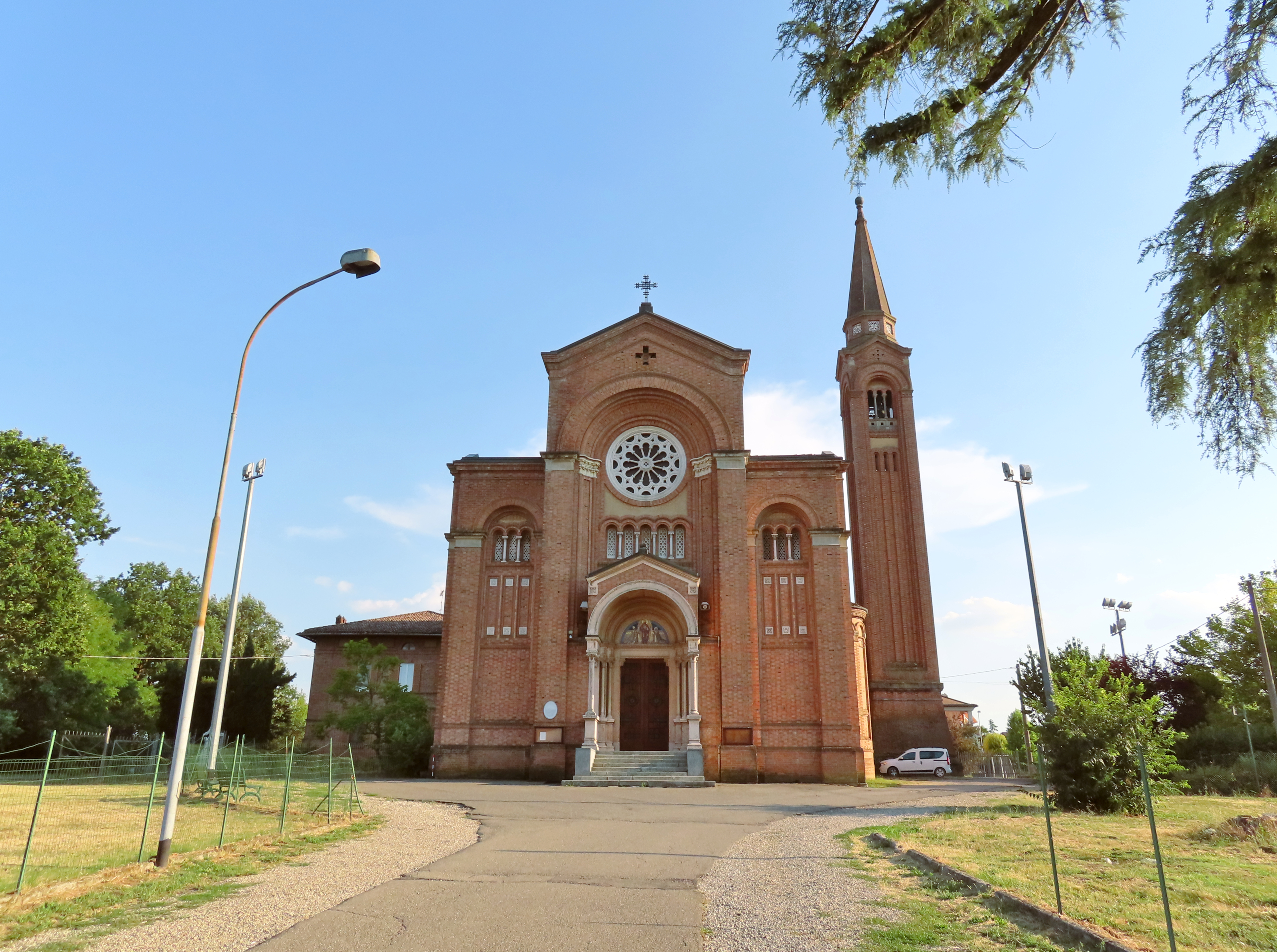
Chiesa di San Biagio Vescovo

- Castello
- Chiesa di San Biagio Vescovo